# A fortiori
A fortiori é o início de uma expressão latina — a fortiori ratione — que significa "por causa de uma razão mais forte", ou seja, "com muito mais razão".
Indica que uma conclusão deverá ser necessariamente aceita, já que pela lógica ela é mais verdadeira que outra considerada como tal anteriormente. Um raciocínio é a fortiori quando contém certos enunciados que se supõem reforçarem a verdade da proposição que se tenta demonstrar. Traduz-se mais ou menos como "se aceitamos a verdade daquilo, então com muito mais razão temos de aceitar a verdade disto".